# Brujería en Goya

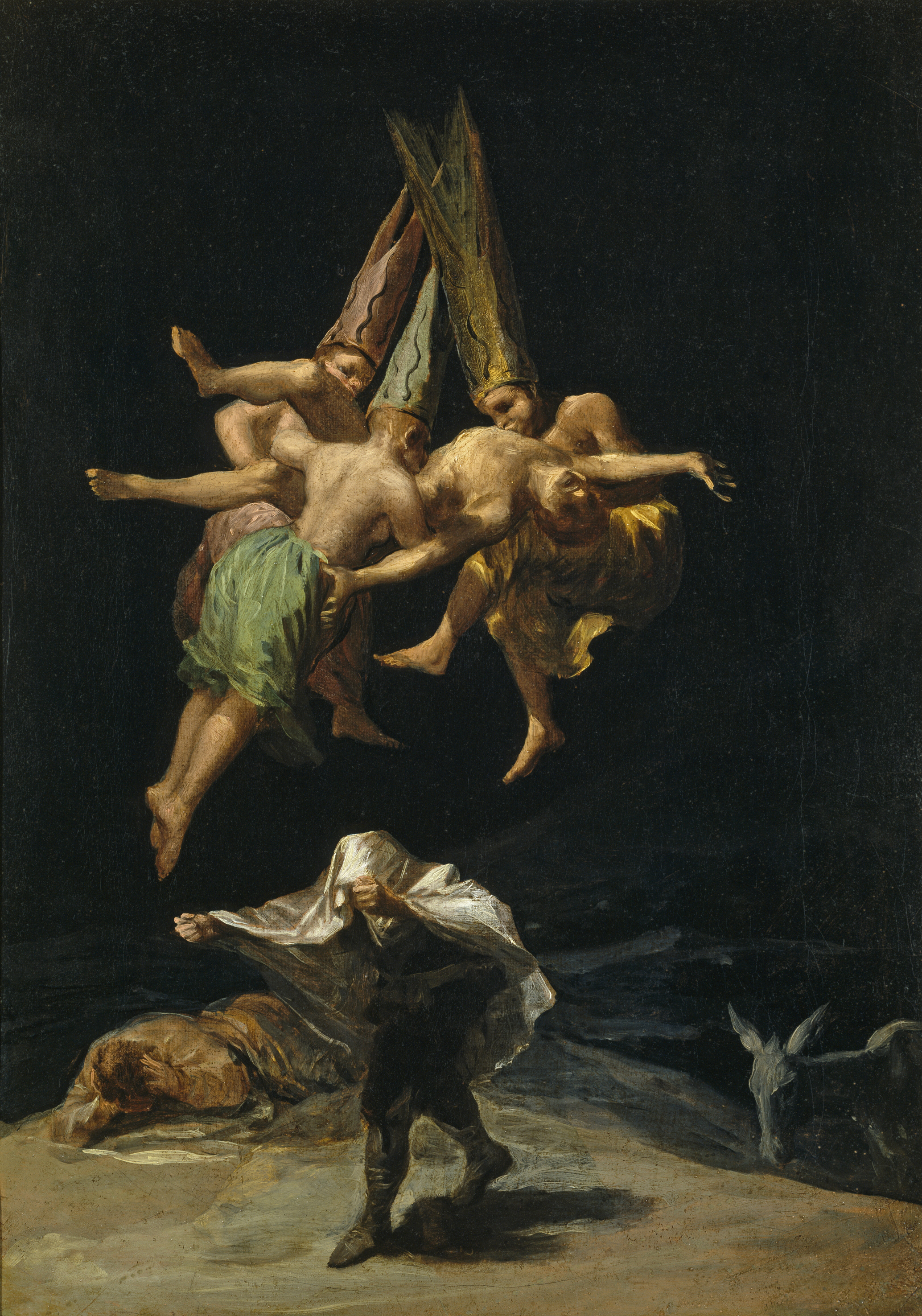
Vuelo de brujas (1797) de Francisco de Goya (Museo del Prado)

El tema de la brujería en Goya tuvo un importante desarrollo. Además de los seis cuadros de brujerías que pintó a finales del siglo XVIII para el gabinete de la duquesa de Osuna —entre los que destaca el famoso El aquelarre—, el pintor español Francisco de Goya trató el tema en dos momentos: en la serie de grabados titulada Los Caprichos (su primera edición data de 1799 pero fue retirada enseguida porque Goya fue denunciado a la Inquisición española, debido a su patente hostilidad hacia el tribunal, como lo muestra el último grabado que se titula Ya es hora, que, según el antropólogo español Julio Caro Baroja, "parece una alusión a la hora en que inquisidores y frailes dejen de actuar en el país"). También en las Pinturas Negras: cinco de ellas aluden a la creencia en brujas: la 755, conventículo campestre; la 756, dos brujas volando; la 757, cuatro brujas por los aires; la 761, aquelarre; y la 762, bruja comiendo con su familia.

## El interés de Goya por la brujería
Desde su llegada a Madrid en 1774, Goya se relacionó con el grupo de ilustrados de la "villa y corte" y compartió plenamente sus ideas renovadoras. Entabló una gran amistad con Leandro Fernández de Moratín, quien en la última década del siglo XVIII empezó a preparar la edición crítica de la relación del proceso de las brujas de Zugarramurdi. Según el antropólogo español Carmelo Lisón Tolosana, esa obra —que acabó publicándose en Logroño en 1811— ejerció una enorme influencia en la visión de la brujería que Goya plasmó en sus cuadros y grabados, con la finalidad de "desterrar vulgaridades perjudiciales". Así, Goya "traduce al óleo y aguafuerte la satirización de brujas que sus contertulios vierten en libros, almanaques y comedias", afirma Carmelo Lisón.
Julio Caro Baroja también ha destacado la influencia que seguramente tuvo en Goya la edición crítica que hizo su amigo Moratín del proceso de Logroño, pero según este historiador y antropólogo vasco, "Goya dio un paso más adelante que Moratín", ya que "intuyó algo que hoy día vemos claro, a saber: que el problema de la Brujería no se aclara a la luz de puros análisis racionalistas... sino que hay que analizar seriamente los oscuros estados de conciencia de brujos y embrujados para llegar más allá". Así, Goya "nos dejó unas imágenes de tal fuerza que en vez de producir risa nos producen terror, pánico".

## Las obras sobre brujería

### Los cuadros para el gabinete de la duquesa de Osuna
Goya pintó a finales del siglo XVIII una serie de seis pequeños cuadros sobre brujerías para el gabinete de la duquesa de Osuna en la finca llamada El Capricho: Vuelo de brujas (Museo del Prado); El conjuro y El aquelarre (Museo Lázaro Galdiano); La cocina de los brujos (colección privada, México), El hechizado por la fuerza (National Gallery de Londres) y El convidado de piedra (hoy en paradero desconocido).
| | |
| El hechizado por la fuerza de Francisco de Goya (National Gallery). "La pintura representa el momento en que el personaje central, vestido de negro, se encuentra en la habitación de una bruja; sostiene, aterrorizado, una alcuza con la que está vertiendo aceite sobre una lámpara cuya luz ilumina el cuadro; con la mano izquierda se tapa la boca para que no le entre el diablo que, con cabeza de macho cabrío, sostiene la lámpara que el actor principal mantiene a la distancia que le permiten la largura del brazo y el movimiento distanciador corporal. Llena la lámpara porque cree que morirá tan pronto se consuma el aceite. Al fondo, en negro, se ven tres cabezas de asnos apoyados sobre las patas traseras y en el ángulo de la derecha, en primer plano puede leerse en un libro el principio de dos líneas: LAM DESCO que reproducen los versos Lámpara descomunal/ Cuyo reflejo civil/ Me va á moco de candil/ Chupando el óleo vital de la comedia El hechizado por fuerza de Antonio de Zamora, representado con frecuencia en tiempo de Goya. En ella y entre cadenas, grutas, mujeres con velos y hachas negras, gracia hilarante y desparpajo popular se caricaturiza la vanidad y simpleza de las creencias vulgares y se satiriza con fuerza a un ignorante clérigo tacaño, amigo de la mesa, tan dado a la superstición como a la beatería. La organización espacial del cuadro, las sombras y gestos del personaje dan la impresión, según repiten los expertos, de que Goya quiso pintar una escena teatral, escena que reproduce hasta los asnos que aparecen en los versos de la comedia". | El Aquelarre, de Francisco Goya (Museo Lázaro Galdiano, Madrid). El "cuadro queda dominado por la figura de un gran buco bobalicón y cornudo, que bajo la luz de la luna avanza sus patas delanteras en gesto tranquilo y mirada ambigua para recibir de dos brujas la ofrenda de niños que tanto le agradan... Ello evoca la descripción recogida por Mongastón [del proceso de las Brujas de Zugarramurdi de 1610] que refiere cómo dos hermanas, María Presona y María Joanato, mataron a sus hijos "por dar contento al demonio" que recibió "agradecido" el ofrecimiento... [También] vemos a media docena de niños, varios de ellos ya chupados, esqueléticos y a otros colgados de un palo". |

### Los Caprichos

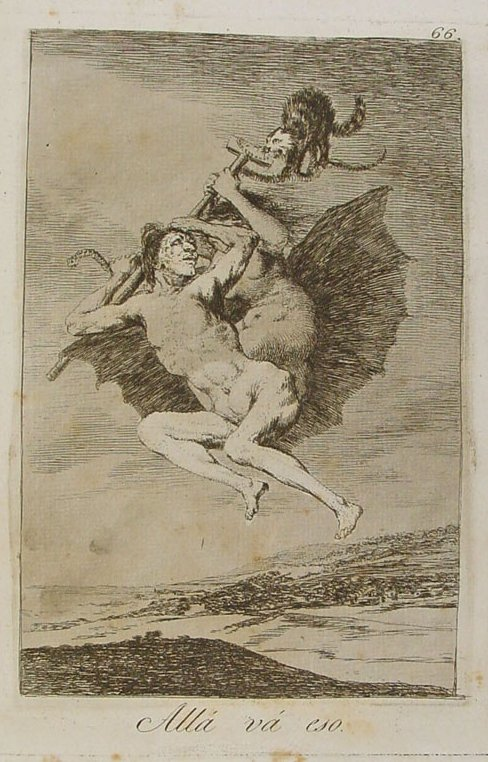
Allá va eso, Capricho n.º 66. "En el dibujo a pluma y sepia preparatorio del capricho se asegura que se trata del primer vuelo de las dos brujas agarradas a la escoba: bruja maestra dando lecciones a su discípulo [Goya emplea con frecuencia el masculino aun cuando la pintura sea femenina] del primer vuelo".

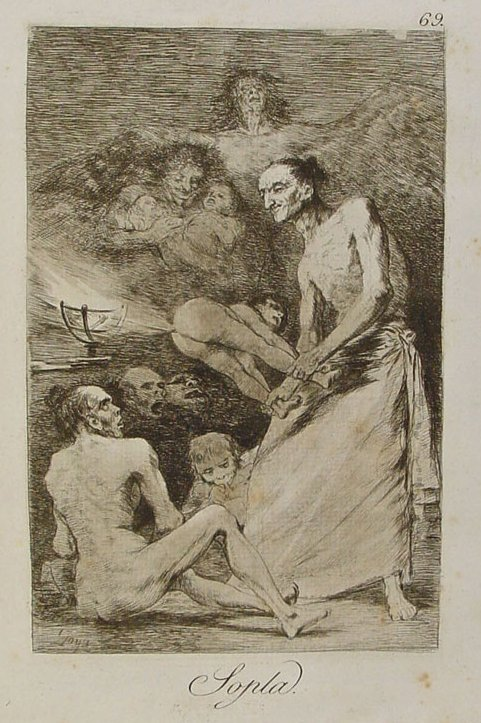
Sopla, Capricho n.º 69. "Están reunidas varias brujas: una enorme, se sirve de un niño como fuelle, otra está llegando con una nueva remesa de niños, y una tercera chupa afanosamente el minúsculo pene de un niño (a los niños que son pequeños los chupan por el sieso y por la natura, dice la relación [del proceso de las Brujas de Zugarramurdi de 1610], un extremo que Moratín comenta largamente)".

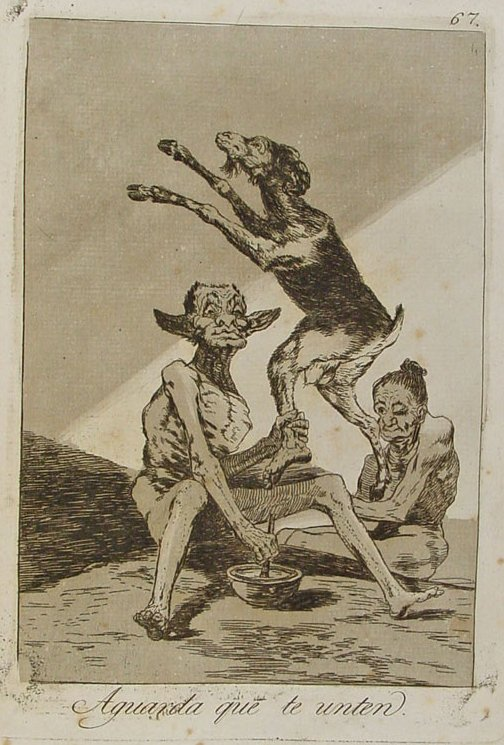
Aguarda que te unten, Capricho nº67. "Dos brujas maduras, una con orejas de burro y otra bisoja, untan a un brujo en forma de buco que imapaciente, sorprende a las maestras por su prisa en volar. La bruja asnal se sirve de una olla y de una pincel para untarle la cara, manos, pechos, partes vergonzosas y plantas de los pies, según la relación citada. La sanguina preparatoria, que se guarda en el Prado, presenta al presunto brujo volador en figura joven, como corresponde a la relación inquisitorial".

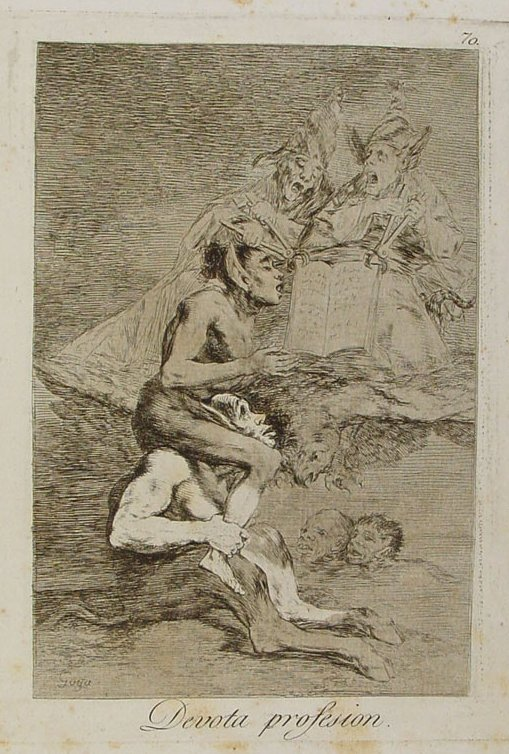
Devota profesión, Capricho n.º 70. "Condición esencial para pertenecer a la secta como miembro de plena responsabilidad y derecho era la ceremonia formal de iniciación o juramento que abría la puerta final a la tenebrosa profesión. A ella alude Goya en su capricho 70... El manuscrito del Prado lo glosa así: ¿Juras obedecer y respetar a tus maestras y superiores?... Pues, hija, ya eres bruja. [...] La novicia —el género fluctúa en Goya— recita algo, quizá su juramento y promesa, ante el libro, con las manos juntas como en señal de seriedad ritual, y los obispos que cabalgan un ave de rapiña".

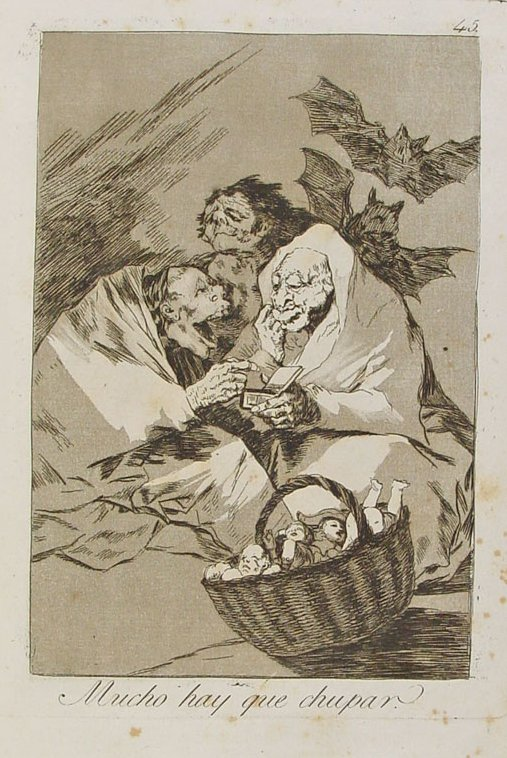
Mucho hay que chupar, Capricho n.º 45. "Tres brujas bien arropadas, más la cesta de niños para devorar, nos recuerda aquella parte del Auto [del proceso de las Brujas de Zugarramurdi de 1610] que relata cómo Miguel de Goiburu y las brujas más ancianas... llevaban consigo cada uno una cestilla que tenía asa para traer al aquelarre cadáveres y comerlos en banquete, acompañados de Satán.

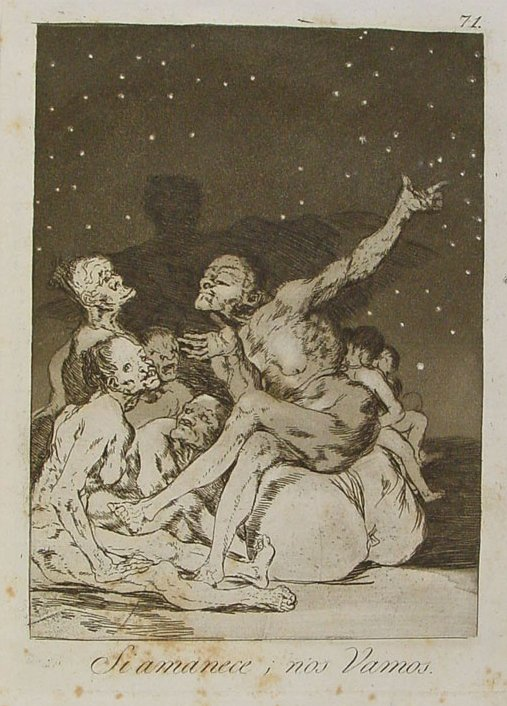
Si amanece, nos vamos, Capricho n.º 71. "Una gran bruja, señalando con su mano izquierda al cielo todavía estrellado, advierte a otras viejas repugnantes que la escuchan del peligro del amanecer, pues saben que —copio a Mongastón— duran... las dichas danzas y bailes [de aquelarre] hasta que es hora de cantar el gallo y si se descuidan y la hora de cantar el gallo las encuentra aunque sea volando de regreso, se interrumpe el viaje aéreo y tienen que continuar el camino a pie hasta su casa. Con la luz... el aquelarre termina".

Alrededor de una cuarta parte de la colección de grabados de Los Caprichos está dedicada a la brujería, "cuyos subtítulos reproducen a veces lemas de los ilustrados o condensaciones populares recogidas por aquéllos". "Goya pretende en sus Caprichos levantar la voz de la razón —idioma que espera todos entiendan— para exponer la miseria de la credulidad y desterrar la crasa ignorancia de la mente humana esclava del instinto, del interés del egoísmo". Por eso para Goya, como para Moratín y el resto de ilustrados, "la brujería es vieja, fea, celestinesca, repugnante e hipócrita. En las caras brujeriles violentamente retorcidas, en sus repulsivas y desgarradas muecas, en sus deformes bocas abiertas y expresiones infrahumanas adivinamos al agente de Satán", afirma Carmelo Lisón.

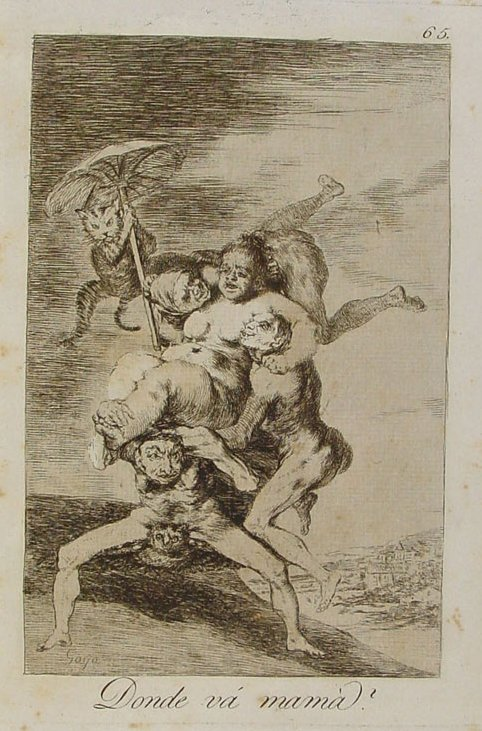
¿Dónde va mamá?, Capricho n.º 65. "Aunque de maneras diferentes, la bruja es siempre malvada, odiosa, lujuriosa y borracha, todo lo hace en secreto, según el comentario del manuscrito de la Biblioteca Nacional que apostilla con referencia al capricho 65: La lascivia y embriaguez en las mugeres traen tras de sí infinitos desórdenes y brujerías verdaderas.

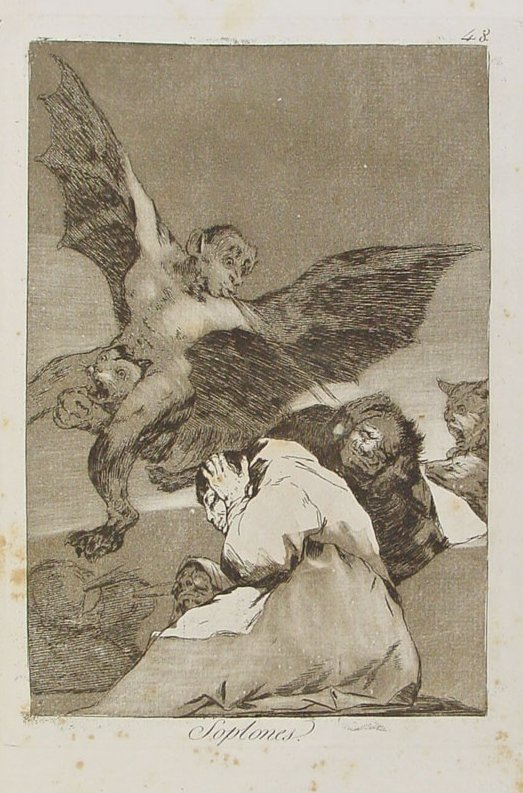
Soplones, Capricho n.º 48. En este grabado Goya "parece criticar la intromisión en la vida ajena y la denuncia del vecino o enemigo que tanto se practicó en la brujería vasco-navarra: un siniestro monstruo volador, a caballo de un chacal, sopla sobre los brujos a los que aúllan dos fieras negruzcas".

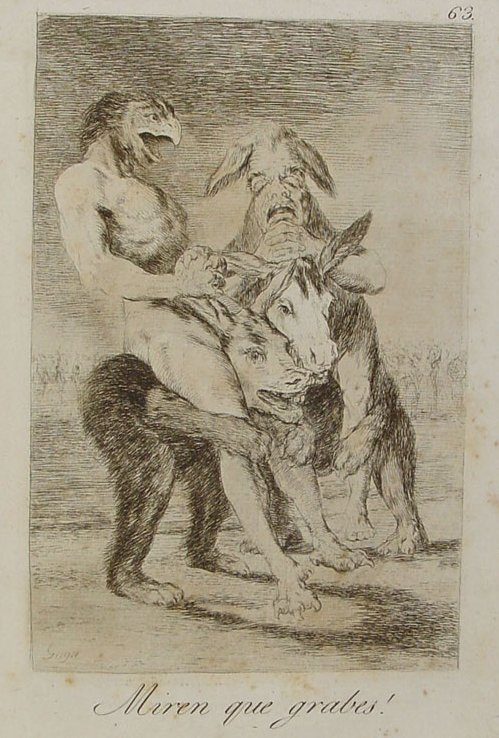
¡Miren que graves!, Capricho n.º 63. En el manuscrito del Museo del Prado tiene este pie: dos brujos de conveniencias. Así Goya habla de "brujas farsantes, mentirosas e hipócritas, que su fulera inmoralidad explotan inmisericordes la ignorancia y la buena fe del vulgo".

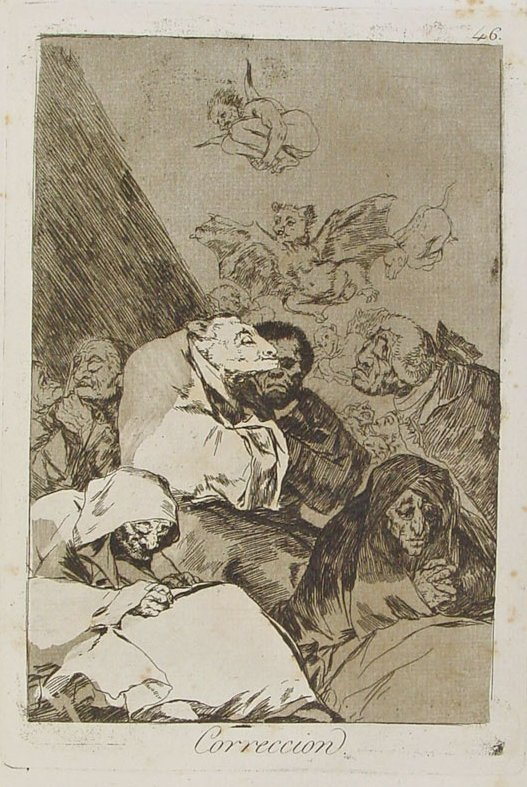
Corrección, Capricho n.º 46. "La bruja tiene que hacer bajo el amparo y tutela de sus maestras, aprende su oficio en sujeción a sus maestras, practica bajo la tutoría de las ya avanzadas en el arte (las brujas ancianas), oyó repetir Mongastón en el Auto de fe de Logroño". En el comentario del manuscrito del Museo del Prado se dice: Sin corrección ni censura no se adelanta en ninguna facultad y la de la Brujería necesita particular talento, aplicación, edad madura, sumisión y docilidad a los consejos del Gran Brujo que dirige el Seminario de Barahona. "Este gran brujo caprino preside un cónclave alucinante en el que las brujas escuchan pensativas".

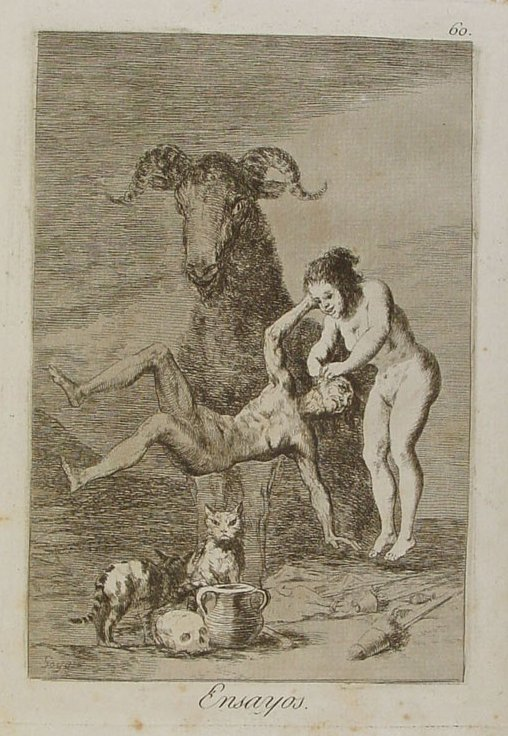
Ensayos, Capricho n.º 60. "Presidido por la importante figura negra de Satán como macho cabrío que vigila mudo a una joven bruja que practica sus primeros experimentos suspendiendo en el aire a un hombre que parece asustado; a los pies del buco aparece una olla de las que se mencionan en Logroño. El dibujo en sepia, preparatorio de este capricho, lleva la inscripción: Ensayo de brujas primerizas de primer vuelo y con temor se prueban para trabajar".

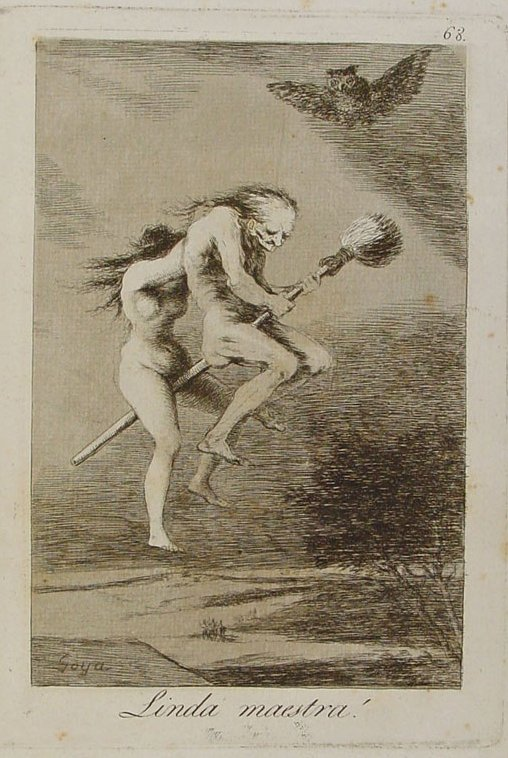
Linda maestra, Capricho n.º 68. "Vemos dos brujas, la maestra, vieja, de carnes marchitas, guiando en alto vuelo nocturno a la joven novicia, de senos turgentes, muslos redondos y piernas abiertas, ambas a caballo sobre larga y significativa escoba, camino aéreo del aquelarre. Sonríe la maestra taimada y aprende la atractiva discípula con diligencia pero también un tanto atemorizada".

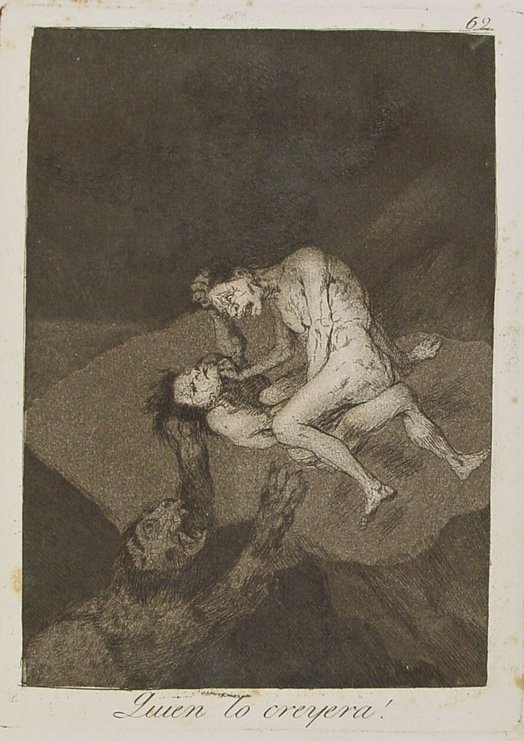
¡Quién lo creyera!, Capricho n.º 62. "Nos pone a la vista de la mente dos repugnantes brujas viejas encarnizadas en lucha feroz mientras vuelan, quizá al aquelarre; la sepia preparatoria tiene esta leyenda: De lo más alto de su buelo (« vuelo »[sic]) son arrojadas las soberbias brujas.

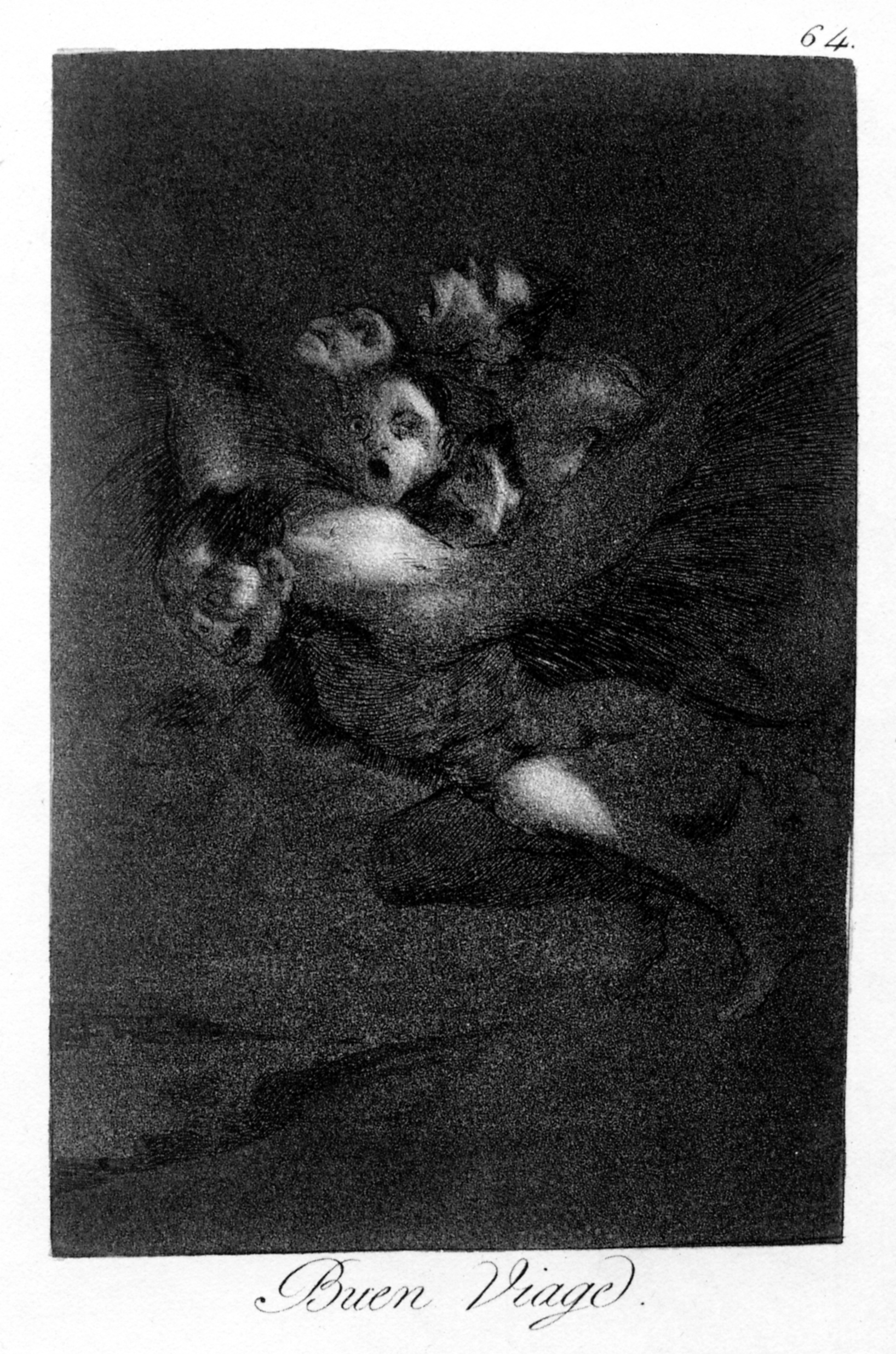
Buen viaje, Capricho n.º 64. "Describe la marcha nocturna de unas brujas que en racimo, airadas, espectrales y rápidas cruzan el cielo aullando entre las sombras. El predominio de la mancha negra confiere al vuelo un aspecto tétrico, de pesadilla nocturna. Dice de este brujerío aéreo el manuscrito del Prado: A dónde irá esta caterba infernal dando aullidos por el aire, entre las tinieblas de la noche. A causar el mal, contesta la relación de Logroño".

### Las Pinturas Negras

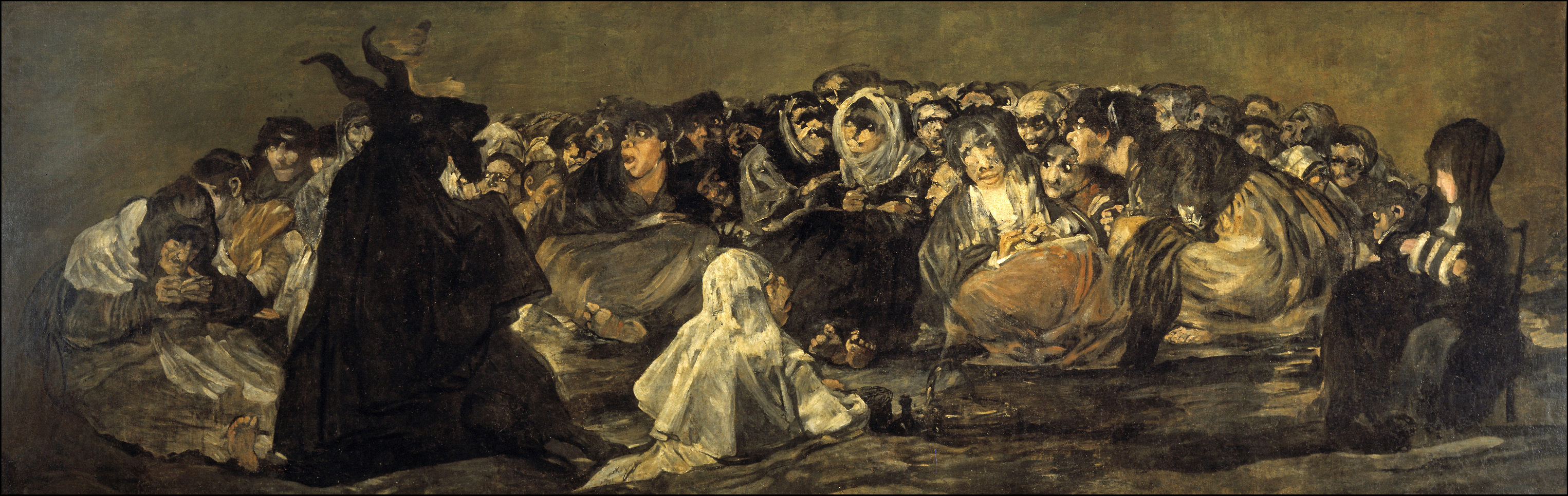
El Aquelarre, pintura negra de Francisco de Goya. Según Julio Caro Baroja "es el símbolo más perfecto de una sociedad fea y bestial, dominada por crímenes y violencias de todas clases". Según Carmelo Lisón Tolosana esta pintura "es la composición satánica [de Goya] más impresionante: en nocturna asamblea preside el terrible, inquietante y poderoso Gran Cabrón a una masa de viejas brujas con caras embrutecidas, delirantes, alucinadas, con ojos desorbitados y bocas torcidas. Las acalaveradas cabezas, las posturas atentas y las admiradoras fauces entreabiertas escuchando a la espeluznante mancha negra que es el Gran Cabrón, cornudo y barbudo, contrastan con la damisela aprendiza, tocada de mantilla, joven y bien formada, atenta y atractiva que contempla, separada pero sin inmutarse, tan satánica escena. Genial pintura negra tan fantástica como monstruosa, en la que Goya toca techo humano: el embrutecimiento de seres racionales por un extremo y su satanización por otro. [...] El problema de la brujería sobrepasa nuestra capacidad racional. El Gran Cabrón y el aquelarre afirman con su nocturnidad macabra el triunfo de la irracionalidad, la persistencia del Mal".

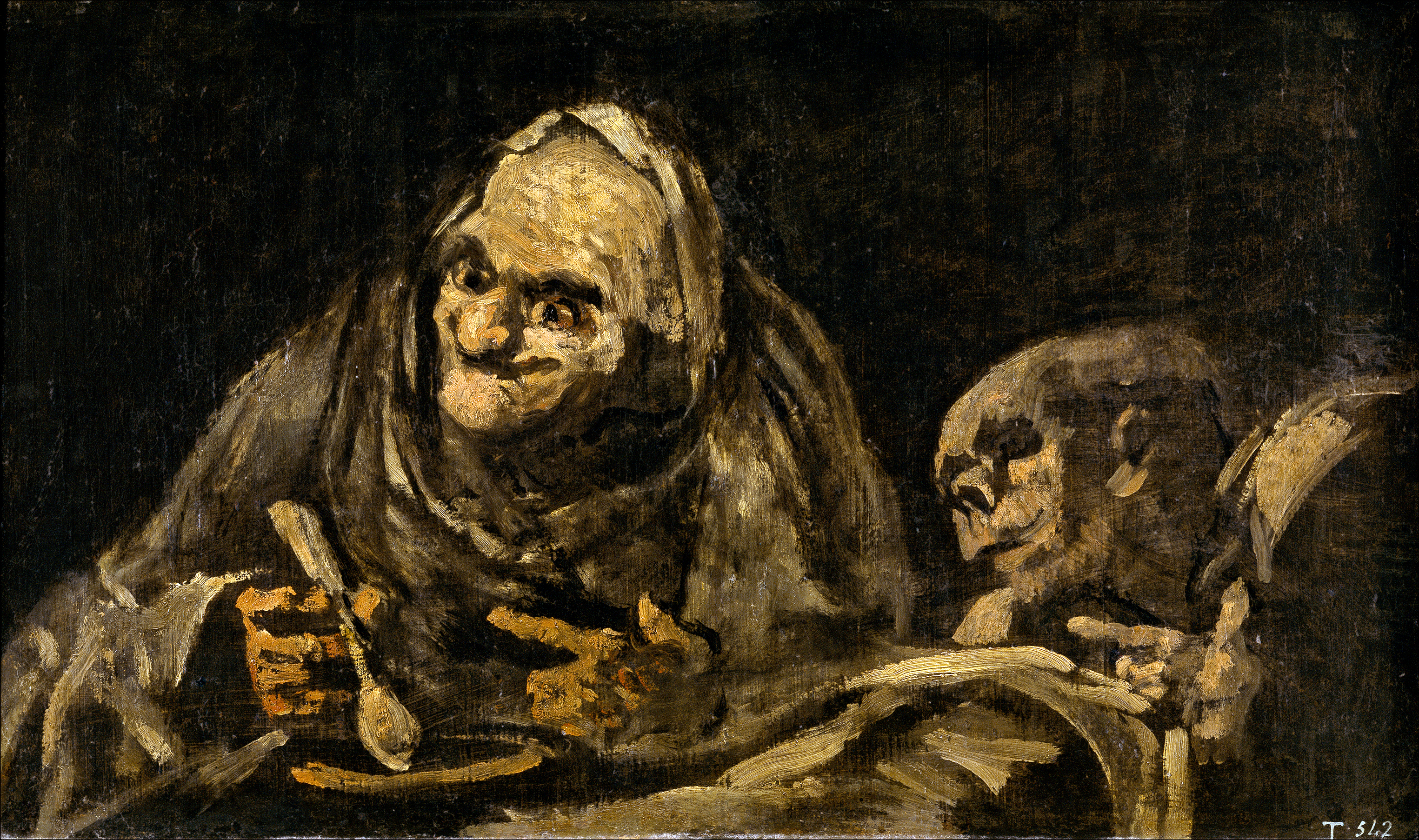
Dos viejos comiendo sopa, pintura negra de Francisco de Goya. "Pinta a la bruja como símbolo de lo que se esconde y encierra en el trasmundo oscuro y misterioso de lo pulsional e irracional.. Pero además de símbolo y metáfora, la bruja goyesca es una alegoría del humano y general predicamento. A través de los Caprichos y la pintura negra Goya descubre e ilumina las presencias horripilantes y repulsivas que anidan en el interior de cada uno de nosotros y hacen patente la desolación y el frenesí humanos. [...] Descubre la bruja oculta en lo más primario y volcánico de nuestro ser y lucha contra ella. Al exorcizar a la bruja con la potencia de su pintura reveladora y purificadora, Goya exorciza el Mal".